# Vnetje zunanjega ušesa
Vnetje zunanjega ušesa (latinsko otitis externa), znano tudi kot plavalsko uho, je vnetje kože zunanjega sluhovoda. Lahko gre zgolj za dermatitis, ali pa ga spremlja tudi mikrobna ali glivična okužba. V obeh primerih lahko koža v sluhovodu zateče in postane občutljiva na dotik.
Vzrok akutnega vnetja zunanjega ušesa je največkrat okužba. Pojavi se hitro in kmalu postane uho zelo boleče. Gnojni izcedek in ušesno maslo blokirata sluhovod ter lahko povzročita poslabšanje sluha. Če se okužba ne zdravi, se lahko razširi na sosednja mehka tkiva, npr. parotidno žlezo in čeljustni sklep, posledica česar so bolečine pri žvečenju.